# 1997年12月逝世人物列表
1997年逝世人物列表：1月 - 2月 - 3月 - 4月 - 5月 - 6月 - 7月 - 8月 - 9月 - 10月 - 11月 - 12月
1997年12月逝世人物列表，是用於匯總1997年12月期間逝世人物的列表。

## 依日期排序

### 1日
- Julius Barnathan，70歲，美國廣播工程師，肺癌患者。[1]
- Stéphane Grappelli，89歲，法裔義大利爵士小提琴家。[2]
- 瓦迪斯瓦夫·姆韋內克，67歲，波蘭教師、作家和詩人。
- Jiří Pleskot，75歲，捷克演員。
- Khan Ataur Rahman，68歲，孟加拉國電影演員、導演和歌手。
- 埃德溫·羅薩里奧，34歲，波多黎各拳擊手，動脈瘤。[3]

### 2日
- 吉多·布倫納（Guido Brunner），67歲，西班牙裔德國外交官和政治家。[4]
- 西爾維奧·切卡托（Silvio Ceccato），83歲，義大利哲學家和語言學家。[5]
- 雪麗·克拉布特裡（Shirley Crabtree），67歲，被稱為“老爹”（Big Daddy）的英國摔跤手。[6]
- Harald Gelhaus，82歲，二戰期間的德國 U 型潛艇指揮官。
- 羅伯特·霍爾（Robert A. Hall），86歲，美國語言學家。[7]
- 史蒂夫·漢密爾頓，63歲，美國籃球運動員，死於結腸癌。[8]
- 邁克爾·赫奇斯，43歲，美國作曲家，吉他手和創作歌手，交通事故。[9]
- 瑪吉·科特利斯基（Marge Kotlisky），70歲，美國女演員（大聯盟、小偷、十六支蠟燭）。
- 恩迪科特·皮博迪，77歲，美國橄欖球運動員和政治家，白血病。[10]

### 3日
- 斯坦·安德森（Stan Anderson），58歲，蘇格蘭足球運動員。
- 多梅尼科·恩裡奇（Domenico Enrici），88歲，義大利天主教會主教。
- Benito Jacovitti，74歲，義大利漫畫家。[11]
- 維克·隆巴迪，75歲，美國職業棒球大聯盟球員。[12]
- 奧拉夫·佩德森（Olaf Pedersen），77歲，丹麥科學史學家。[13]

### 4日
- 里奧·奧古斯特，83歲，美國集郵家。[14]
- 莫頓·巴德（Morton Bard），73歲，美國心理學家，犯罪受害者之書（The Crime Victim's Book）的作者。[15]
- 巴克·巴里（Buck Barry），80歲，美國演員和廣播電視名人。[16]
- 喬·布朗，71歲，美國拳擊手。
- 何善衡，97歲，香港企業家和慈善家。
- G. S. Jayanath，斯裡蘭卡陸軍軍官，陣亡。
- Vytautas Kazimieras Jonynas，90歲，立陶宛藝術家。[17]
- 阿爾貝托·曼齊（Alberto Manzi），73歲，義大利學校教師、作家和電視節目主持人。[18]
- K. A. Nizami，71歲，印度歷史學家和外交官。[19]
- 理查·弗農，72歲，英國演員（鐵金剛大戰金手指、甘地傳、17號房間的男人），帕金森氏病併發症。[20]
- 约瑟夫·沃尔普，82歲，南非精神病學家。[21]

### 5日
- 魯道夫·巴赫羅（Rudolf Bahro），62歲，東德持不同政見者和政治家，癌症。[22]
- 福雷斯特·布爾梅斯特（Forrest Burmeister），84歲，美國橄欖球運動員[23]
- Eugen Cicero，57歲，羅馬尼亞-德國爵士鋼琴家。[24]
- 弗雷德里克·丹頓，丹頓男爵，83歲，英國學術化學家。[25]
- 阿裡·福尼（Ali Forney），22歲，美國同性戀和跨性別青年，被謀殺。[26]
- 卢茨·霍夫曼，38歲，東德體操運動員和奧運會銀牌得主，自殺。[27]
- 約翰·莫斯（John E. Moss），82歲，美國政治家。[28]
- 雅各·斯沃德魯普，78歲，挪威歷史學家。[29]
- Jan Voigt，69歲，挪威演員、舞蹈家和博物館館長。

### 6日
- George Chisholm，82歲，蘇格蘭爵士長號手和聲樂家。[30]
- Lou Clinton，60歲，美國棒球運動員，肺炎。[31]
- 艾略特·丹尼爾，89歲，美國詞曲作者和作詞家。[32]
- 吉伯特·德拉哈耶（Gilbert Delahaye），74歲，比利時作家（Martine）。[33]
- Willy den Ouden，79歲，荷蘭游泳運動員和奧運會冠軍。[34]
- Jagmohan Kaur，49歲，印度歌手和演員。
- 彼得·萊文特裡特，82歲，美國橋牌運動員。[35]
- 埃迪·邁爾斯（Eddie Myers），91歲，英國陸軍軍官和作家。
- 威利·帕斯特拉諾，62歲，美國拳擊手，死於肝癌。[36]

### 7日
- 比利·佈雷姆納（Billy Bremner），54歲，蘇格蘭足球運動員和經理，疑似心臟病發作。[37]
- 巴里·布魯克（Barry S. Brook），81歲，美國音樂學家。[38]
- Félix Candela，87歲，西班牙建築師。[39]
- Torbjörn Caspersson，87歲，瑞典細胞學家和遺傳學家。[40]
- Fernand Cornez，90歲，法國公路自行車賽車手。[41]
- 卡爾·奧古斯特·福克斯（Karl August Folkers），91歲，美國生物化學家。
- George R. Gardiner，80歲，加拿大商人和慈善家。
- 安妮特·韋納（Annette B. Weiner），64歲，美國人类学家。
- 伍德羅·懷亞特，79歲，英國政治家、作家和記者。[42]

### 8日
- 鮑勃·貝爾（Bob Bell），75 歲，美國演員，以其另一個自我小醜博佐（Bozo the Clown）而聞名。[43]
- 沃爾特·莫利諾 （Walter Molino） ，82歲，義大利漫畫家和插畫家。
- 萊昂·波利亞科夫，87歲，法國歷史學家。[44]
- 卡洛斯·拉斐尔·罗德里格斯（Carlos Rafael Rodríguez），84歲，古巴共產主義政治家，帕金森病。[45]
- Laurean Rugambwa，85歲，坦尚尼亞羅馬天主教會紅衣主教。[46]
- 斯蒂芬·特雷德雷，34歲，英國演員和作家，死於骨癌。
- 阿曼多·瓦倫特（Armando Valente），94歲，義大利田徑運動員和奧運選手。[47]
- Shehu Musa Yar'Adua，54歲，奈及利亞陸軍上將、政治家和副總統。

### 9日
- 塔瑪拉·格瓦（Tamara Geva），91歲，俄裔美國女演員、芭蕾舞演員和編舞家。[48]
- 安吉洛·赫恩登（Angelo Herndon），84歲，美國勞工召集人。[49]
- K. Shivaram Karanth，95歲，印度博學家。[50]
- 邁克爾·李·洛克哈特，37歲，美國被定罪的連環殺手，被注射死刑。
- Keith W. Piper，76歲，美式橄欖球教練，充血性心力衰竭。[51]
- 斯特凡諾·盧多維科·斯特內奧（Stefano Ludovico Straneo），95歲，義大利昆虫学家和作家。
- 約翰·溫特斯，80歲，美國歷史學家。[52]

### 10日
- 阿納托利·巴尼舍夫斯基，51歲，亞塞拜然足球運動員，糖尿病昏迷發作。
- 卡爾門·卡普蘭斯基，85歲，加拿大人权和工会活動家。
- 葉夫根尼·馬約洛夫，59歲，蘇聯冰球運動員[53]
- 伊芙·麥克維，78歲，美國女演員（日正当中、晴朗的地平線、玻璃網）。[54]

### 11日
- 羅傑·布朗，72歲，美國社會心理學家。[55]
- 埃迪·查普曼（Eddie Chapman），83歲，二戰期間的英國罪犯和間諜。
- 羅伯特·科斯莫克，66歲，羅馬尼亞足球運動員。
- 豪爾赫·卡斯塔涅達·阿爾瓦雷斯·德拉羅薩（Jorge Castañeda y Álvarez de la Rosa），76歲，墨西哥外交官。
- Simon Jeffes，48歲，英國古典吉他手、作曲家和編曲家，腦瘤、腦癌。[56]
- 保羅·斯庫爾，90歲，美式橄欖球運動員。

### 12日
- Jim Bob Altizer，65歲，美國小牛和閹牛騎手。
- R. Stanton Avery，90歲，美國發明家。[57]
- 瓦茨瓦夫·加耶夫斯基，86歲，波蘭遗传学家。
- 布萊恩·德內克，19歲，美國朋克音樂家，車輛撞擊殺人。[58]
- 葉夫根尼·蘭迪斯，76歲，蘇聯和俄羅斯數學家。[59]
- M. G. Soman，53歲，印度空軍軍官和演員。

### 13日
- 喬瓦尼·阿爾貝托·阿涅利（Giovanni Alberto Agnelli），33歲，義大利商人，阿涅利家族成員，患有胃癌。
- 馬丁·卡特，70歲，圭亞那詩人和政治活動家。
- 帕迪·德馬科（Paddy DeMarco），69歲，美國轻量级拳擊手。
- 唐·愛德華·費倫巴赫（Don Edward Fehrenbacher），77歲，美國歷史學家和普利策奖獲得者。[60]
- Harry Glaß，67歲，東德跳臺滑雪運動員和奧運選手。[61]
- 吉米·米爾恩（Jimmy Milne），86歲，蘇格蘭足球運動員和經理。
- W. D. Mochtar，69歲，印尼演員。[62]
- 大衛·尼科爾森，93歲，澳大利亞政治家。
- 亞歷山大·奧本海姆，94歲，英國數學家。
- 大衛·魯塞特，85歲，法國作家和政治活動家。[63]
- 克勞德·羅伊（Claude Roy），82歲，法國詩人和散文家，癌症。[64]

### 14日
- 約翰·阿代爾，84歲，美國人類學家。[65]
- 歐文·巴菲德（Owen Barfield），99歲，英國哲學家、作家、評論家和迹象文学社成員。[66]
- Frank Baumholtz，79歲，美國棒球和籃球運動員。[67]
- 瑪麗昂·貝爾，78歲，美國歌手和音樂劇表演者。[68]
- 第九代達特茅斯伯爵傑拉爾德·萊格（Gerald Legge, 9th Earl of Dartmouth），73歲，英國同行和商人。
- Stubby Kaye，79歲，美國演員（Guys and Dolls、谁陷害了兔子罗杰、女賊金絲貓），喜劇演員和歌手，肺癌。[69]
- 埃德娜·凱利（Edna F. Kelly），91歲，美國政治家。[70]
- 艾米莉·切尼·內維爾，77歲，美國作家。[71]
- 托斯滕·尼爾森，92歲，美國政治家。
- Kurt Winter，51歲，加拿大吉他手和詞曲作者，腎功能衰竭。[72]

### 15日
- 卡斯滕·安徒生（Karsten Andersen），77歲，挪威指揮家。[73]
- 科斯莫·坎波利（Cosmo Campoli），74歲，美國雕塑家。
- 齊格弗裡德·弗呂格，85歲，德國理論物理學家。[74]
- 阿爾伯特·赫曼斯，91歲，比利時足球運動員。[75]
- 阿明·阿赫桑·伊斯拉希（Amin Ahsan Islahi），93歲，巴基斯坦穆斯林學者。[76]
- 鮑里斯拉夫·米哈伊洛維奇·米希茲，75歲，塞爾維亞作家和文學評論家。[77]

### 16日
- 莉蓮·迪士尼，98歲，美國水墨藝術家，華特·迪士尼的妻子，中風。
- 拉爾夫·法薩內拉，84歲，美國畫家。[78]
- 金學善（Kim Hak-sun），73歲，韓國人权活動家。
- 奧克薩娜·伊萬年科（Oksana Ivanenko），91歲，蘇聯和烏克蘭兒童作家和翻譯家。
- Nicolette Larson，45歲，美國流行歌手，腦水腫。[79]
- David L. McDonald，91歲，美國海軍上將，海軍作戰部長。[80]
- 胡宁，81歲，中國物理學家、作家。
- William A. Smalley，74歲，美國語言學家，心臟病發作。[81]
- Frans Stafleu，76歲，荷蘭植物學家。[82]
- 理查·沃里克（Richard Warwick），52歲，英國演員，艾滋病相關併發症。[83]

### 17日
- 胡安·法蘭西斯科·巴拉薩（Juan Francisco Barraza），62歲，萨尔瓦多足球運動員和經理，心臟問題。
- 保羅·賓德里姆，77歲，美國心理治療師。
- 歐內斯特·布羅姆利（Ernest Bromley），85歲，美國部長和民權活動家。
- 凱薩琳·福勒-比林斯（Katharine Fowler-Billings），95歲，美國作家、博物學家和地質學家。[84]
- 雷金納德·維克多·鐘斯（Reginald Victor Jones），86歲，英國物理學家和科學軍事情報專家。[85]
- 卡爾·凱恩伯格（Karl Kainberger），85歲，奧地利足球運動員。
- Marie Gudme Leth，102歲，丹麥紡織品印刷商。
- 梅爾·馬澤拉，83歲，美國棒球運動員。[86]
- 烏茲·納爾基斯（Uzi Narkiss），72歲，以色列將軍。[87]
- 彼得·泰勒，75歲，英國電影剪輯師（桂河大桥、夏日時光、馴悍記），奧斯卡獎得主（1958年）。[88]
- Leo Turner，69歲，澳式橄欖球運動員。
- Hanna Walz，79歲，德國政治家。

### 18日
- 傑夫·坎皮恩（Geoff Campion），81歲，英國漫畫家[89]
- 克裡斯·法利，33歲，美國喜劇演員和演員（週六夜現場、湯米男孩、黑羊），吸毒過量。[90]
- Harriet Holter，75歲，挪威社会心理学家。
- 蜜雪兒·奎斯特，76歲，法國天主教神父，神學家和作家，患有胰腺癌。[91]
- 蔦川譲二，87歲，美國畫家和雕塑家。
- James Kemsey Wilkinson，Wilko 的創始人。
- Kasino Hadiwibowo，47歲，印尼喜劇演員和演員，Warkop DKI 成員，腦瘤。

### 19日
- 邁克爾·奧爾德裡奇，56歲，美國演員（疤面煞星、鐵鷹、射月）。
- 齊格弗里德·巴特，81歲，世界大戰期間德国空军轟炸機飛行員。
- 大衛·布蘭得利，77歲，美國電影導演和演員。[92]
- Jack Bruen，48歲，美國籃球教練，癌症。[93]
- Bonny Hicks，29歲，新加坡模特和作家，飛機失事。
- 莎拉·諾思魯普·霍利斯特（Sara Northrup Hollister），73歲，美國神秘學家，作家L·罗恩·贺伯特的第二任妻子。
- 井深大，89歲，日本電子實業家和索尼的聯合創始人，心力衰竭。[94]
- Patsy Lawlor，64歲，愛爾蘭女商人和政治家。
- 吉米·羅傑斯（Jimmy Rogers），73歲，美國藍調音樂家，結腸癌。[95]
- 大衛·施拉姆，52歲，美國天體物理學家，飛機失事。[96]
- 費奧多爾·西馬舍夫（Fyodor Simashev），52歲，俄羅斯越野滑雪運動員。
- Uldis Ģērmanis，82歲，拉脫維亞歷史學家、作家和公關人員。[97]

### 20日
- 吉姆·吉本斯（Jim Gibbons），73歲，愛爾蘭政治家。
- 理查·格拉扎爾，77歲，捷克猶太納粹大屠殺倖存者，自開窗自殺。
- 伊丹十三，64歲，日本演員、編劇和電影導演，跳樓自殺。[98]
- 瓦茨拉夫·卡里布希，78歲，盧安達天主教主教。
- 丹尼斯·列弗托夫，74歲，美國詩人，淋巴瘤。[99]
- 埃絲特·彼得森（Esther Peterson），91歲，美國消费者和女性主義者。[100]
- 迪克·斯普納，77歲，英國板球運動員。
- 道恩·斯蒂爾，51歲，美國電影製片廠執行官兼製片人（酷跑、修女也疯狂2、親愛的，我炸毀了孩子），腦癌。[101]

### 21日
- 約瑟夫·阿倫斯，94歲，德國作曲家和管風琴家。[102]
- 羅傑·巴克利，61歲，美國電臺名人，胰腺癌。[103]
- 布萊·博內特，71歲，西班牙詩人、小說家和藝術評論家。
- 約翰尼·科爾斯，71歲，美國爵士乐小號手，癌症。[104]
- Amie Comeaux，21歲，美國鄉村音樂歌手，交通事故。
- 伊戈爾·德米特裡耶夫，56歲，俄羅斯冰球運動員和教練。
- 薩科·范·德梅德，79歲，荷蘭演員。[105]
- 傑瑞·馬蘇奇（Jerry Masucci），63歲，美國律師和商人。[106]
- 金斯諾頓男爵的羅克斯比·考克斯，95歲，英國航空工程師。
- Sholom Schwadron，以色列哈雷迪猶太教拉比和演說家。
- 約瑟夫·斯特凡斯基（Józef Stefański），89歲，波蘭自行車手。[107]
- 布魯斯·伍德科克，76歲，英國拳擊手。[108]

### 22日
- 塞巴斯蒂安·阿科斯·伯格內斯（Sebastian Arcos Bergnes），66歲，古巴人權活動家。[109]
- Flea Clifton，89歲，美國棒球運動員。[110]
- 弗朗西斯·哈爾（Francis Haar），89歲，匈牙利社會攝影師。[111]
- 何塞·奧利瓦（José Oliva），26歲，多明尼加棒球運動員，交通事故。
- 哈爾·賴斯，73歲，美國棒球運動員。[112]
- 克拉拉·李·坦納（Clara Lee Tanner），92歲，美國人类学家和藝術史學家。

### 23日
- Felix Bwalya，30歲，尚比亞拳擊手和奧運選手，在拳擊比賽中頭部受傷。[113]
- 斯坦利·科爾特斯（Stanley Cortez），89歲，美國電影攝影師，心臟病發作。[114]
- 萊斯·哈裡森（Les Harrison），美國籃球運動員和教練。[115]
- 扎烏爾·卡洛耶夫，66歲，蘇聯和喬治亞足球運動員。
- Thomas S. Moorman，87歲，美国空军軍官。[116]
- 弗雷德·佩奇，82歲，加拿大冰球裁判和管理人員。[117]
- Paula Stone，85歲，美國女演員。[118]

### 24日
- 法赫德·巴蘭（Fahd Ballan），64歲，敘利亞德鲁兹派歌手和演員。
- 雅克·法布里（Jacques Fabbri），72歲，法國演員。[119]
- 維克·費勒，74歲，盧森堡足球運動員。[120]
- 肯珀·古德溫（Kemper Goodwin），91歲，美國建築師。
- 哈裡·格羅夫斯，79歲，英國拳擊手。
- 安迪·科爾，66歲，蘇格蘭足球運動員。[121]
- 查理斯·羅曼·科斯特（Charles Roman Koester），82歲，美國天主教會主教。
- 詹姆斯·科馬克，73歲，美國電視製片人和作家（埃迪父親的求愛、奇科和男人、Welcome Back, Kotter），心力衰竭。[122]
- 三船敏郎，77歲，日本演員（羅生門、七武士、蜘蛛巢城），多器官功能障碍综合征。[123]
- 洛特·莫茲，75歲，奧地利裔美國學者。

### 25日
- 阿納托利·波克里夫，39歲，俄羅斯和哈薩克登山家，雪崩。[124]
- 安妮塔·孔蒂（Anita Conti），98歲，法國探險家和攝影師。
- 伊馮·科爾莫（Yvonne Cormeau），88歲，二戰期間的英國特別行動執行處特工。
- Georgi Gavasheli，50歲，蘇聯/喬治亞足球運動員。
- 米里亞姆·瑪律貝，66歲，羅馬尼亞作曲家和鋼琴家。[125]
- 杰瑞·马奇，68歲，美國有机化学家。[126]
- Paul M. O'Leary，96歲，美國經濟學家和教育家。[127]
- 丹佛派爾，77歲，美國演員（哈扎德公爵、我倆沒有明天、安迪·格裡菲斯秀），肺癌。[128]
- 肯尼斯·斯普林，76歲，英國陸軍軍官和藝術家。
- 喬治·斯特雷勒（Giorgio Strehler），76歲，義大利歌劇和戲劇導演，心臟病發作。[129]

### 26日
- 卡希特·阿爾夫，87歲，土耳其數學家。
- Cornelius Castoriadis，75歲，希臘裔法國哲學家、社會批評家和經濟學家，心血管外科手術後的併發症。[130]
- 西蒙妮·杜瓦利埃（Simone Duvalier），84歲，海地第一夫人，弗朗索瓦·杜瓦利埃（François “Papa Doc” Duvalier）的妻子。[131]
- 約翰·欣德，81歲，英國攝影師。
- 謝爾蓋·馬姆丘爾（Sergei Mamchur），25歲，俄羅斯足球運動員，心力衰竭。
- 維克多·奧恩（Victor Oehrn），90歲，二戰期間的德國U型潜艇指揮官。
- Karlis Osis，80歲，拉脫維亞裔美國超心理學家。[132]
- 肯尼斯·皮策（Kenneth Pitzer），83歲，美國物理和理論化學家。[133]
- 湯米·普萊斯（Tommy Price），86歲，英國賽車手。
- Mircea Veroiu，56歲，羅馬尼亞電影導演和編劇。[134]

### 27日
- 尤爾特·艾布納（Ewart Abner），74歲，美國唱片公司高管。[135]
- Yousef Mohamed Alghoul，61 歲，利比亞足球裁判。
- 66歲的阿爾及利亞裔法國足球運動員布拉希米說。
- Webster Chikabala，尚比亞足球運動員和教練，艾滋病。
- 布倫丹·吉爾，83歲，美國記者。[136]
- 小詹姆斯·納布裡特，97歲，美國民權律師。[137]
- 巴克斯頓·奧爾，73歲，英國作曲家和教師。[138]
- 馬拉雅圖爾·羅摩克里希南，70歲，印度作家、漫畫家和律師[139]
- 肯特·羅賓斯（Kent Robbins），50歲，美國鄉村音樂詞曲作者，交通事故。
- 貝絲·懷特黑德·斯科特，107歲，美國記者。
- 塔瑪拉·蒂什科維奇，66歲，蘇聯鉛球運動員和奧運選手。[140]
- 丹尼·瓦格納，75歲，美國籃球運動員。[141]
- 比利·賴特（Billy Wright），37歲，北愛爾蘭准軍事領導人，被槍殺。[142][143]

### 28日
- 海基·A·阿利科斯基，85歲，芬蘭天文學家和小行星的發現者。
- 比爾·安德森，86歲，美國製片人，跌倒後腦出血。[144]
- 謝赫·阿亞茲（Shaikh Ayaz），74歲，巴基斯坦詩人，心臟病發作。[145]
- 科爾內留·巴巴，91歲，羅馬尼亞畫家。[146]
- 亨利·巴羅（Henry Barraud），97歲，法國作曲家。[147]
- 詹姆斯·李斯-米爾恩（James Lees-Milne），89歲，英國作家和鄉間別墅專家。[148]
- 威廉·馬丁內斯，69歲，烏拉圭足球運動員。
- 史蒂夫·穆索（Steve Musseau），74歲，美式橄欖球教練和勵志演說家，心力衰竭。[149]
- 瓦西裡·所羅明，44歲，蘇聯和俄羅斯拳擊手和奧運選手，肺癌。[150]
- 瓦茨瓦夫·沃伊西克，78歲，波蘭自行車賽車手。

### 29日
- J·理查森·迪爾沃思，81歲，美國商人。[151]
- 海倫·柯克派翠克 （Helen Kirkpatrick），88歲，二戰期間的美國戰地記者。[152]
- 伊什特萬·基斯（István Kiss），70歲，匈牙利雕塑家和政治家。
- 安德列·瑪律尚，90歲，法國畫家。[153]
- 羅伯特·沃爾特·斯蒂爾，82歲，英國地理学家。[154]

### 30日
- 達尼洛·多爾奇（Danilo Dolci），73歲，義大利社會活動家、社会学家和詩人，心臟病發作。[155]
- 雷蒙德·埃裡克森（Raymond Ericson），82歲，美國音樂評論家。[156]
- 伯納德·吉拉德（Bernard Girard），79歲，美國編劇、製片人和電影導演。[157]
- 星新一，71歲，日本小說家和科學幻想作家。
- Warren Mehrtens，77歲，美國純種賽馬騎師。[158]
- Bernard Soysa，83歲，斯里蘭卡政治家。
- 金善子，韓國連環殺手。
- 約翰·霍華德·約德（John Howard Yoder），70歲，美國神學家和倫理學家。[159]

### 31日
- 吉姆·錢伯斯（Jim Chambers），70歲，加拿大橄欖球運動員。
- 弗洛德·克萊默，64歲，美國鋼琴家，肺癌。[160]
- 多米尼克·德·梅尼爾（Dominique de Menil），89歲，法裔美國藝術收藏家和慈善家。[161]
- Billie Dove，94歲，美國女演員，肺炎。[162]
- 理查·埃爾曼，63歲，美國小說家、詩人和記者。[163]
- 邁克爾·勒莫因·甘迺迪，39歲，美國律師，羅伯特·弗朗西斯·甘迺迪之子，滑雪事故。[164]
- 劉蘭濤，87歲，中國共产主义革命家和政治家。
- 桑迪·麥克皮克，61歲，美國演員。[165]
- 肯·奧爾夫森，60歲，美國演員。[166]